# EHF-Pokal 2006/07
Am EHF-Pokal 2006/07 nahmen bei der 26. Austragung insgesamt 56 Handball-Vereinsmannschaften aus ganz Europa teil, die sich in der vorangegangenen Saison in ihren Heimatländern für den Wettbewerb qualifizieren konnten. Die Pokalspiele begannen am 1. September 2006, das Rückrundenfinale fand am 29. April 2007 statt. Sieger des EHF-Pokals wurde der SC Magdeburg. Titelverteidiger des EHF-Pokals war der TBV Lemgo.

## Qualifikation

### Runde 1
|                     | Gesamt  |                        | Hinspiel | Rückspiel |
| ------------------- | ------- | ---------------------- | -------- | --------- |
| Tatran Prešov       | 75 : 54 | HB Dudelange           | 41 : 29  | 34 : 25   |
| KK Tallinn          | 80 : 44 | HC Dobrudscha          | 38 : 21  | 42 : 23   |
| KH Peja             | 61 : 64 | Maccabi Rishon Le Zion | 28 : 27  | 33 : 37   |
| HC Kaunas           | 61 : 35 | Emmen & Omstreken      | 32 : 18  | 29 : 17   |
| Cyprus College      | 42 : 61 | HC Zubří               | 20 : 38  | 22 : 23   |
| HC Lokomotive Warna | 55 : 58 | Põlva KK               | 33 : 26  | 22 : 32   |
| KV Sasja HC         | 96 : 31 | Fima Jerewan           | 54 : 13  | 42 : 18   |
| HC Ness Ziona       | 49 : 57 | Cankaya Ankara         | 21 : 25  | 28 : 32   |

### Runde 2
|                         | Gesamt  |                      | Hinspiel | Rückspiel |
| ----------------------- | ------- | -------------------- | -------- | --------- |
| Schachtar Donezk        | 51 : 63 | KK Tallinn           | 19 : 31  | 32 : 32   |
| Tatran Prešov           | 59 : 52 | Železničar Niš       | 31 : 22  | 28 : 30   |
| Pallamano Conversano    | 58 : 59 | Haukar Hafnarfjörður | 32 : 31  | 26 : 28   |
| Milli Piyango SK        | 52 : 68 | Madeira Andebol SAD  | 28 : 32  | 24 : 36   |
| VŠĮ Panevėžys           | 46 : 41 | HRK Izviđač Ljubuški | 24 : 22  | 22 : 19   |
| Sjundea IF              | 51 : 69 | RK Čakovec           | 26 : 34  | 25 : 35   |
| AC Filippos Verias      | 52 : 58 | SPE Nikosia          | 27 : 27  | 25 : 31   |
| RK Slovenj Gradec       | 75 : 56 | HC Kaunas            | 36 : 27  | 39 : 29   |
| Stord Handball          | 51 : 54 | Põlva Serviti        | 25 : 27  | 26 : 27   |
| KV Sasja HC             | 61 : 54 | HV Volendam          | 32 : 29  | 29 : 25   |
| BGUFK Minsk             | 66 : 50 | HC Berchem           | 34 : 21  | 32 : 29   |
| UHK Krems               | 50 : 67 | ASK Riga             | 26 : 32  | 24 : 35   |
| Grasshopper Club Zürich | 74 : 53 | Cankaya Ankara       | 39 : 23  | 35 : 30   |
| HC Zubří                | 57 : 54 | Pandurii Târgu-Jiu   | 30 : 26  | 27 : 28   |
| RK Mladost Bogdanci     | 46 : 70 | ABC Braga            | 31 : 31  | 15 : 39   |
| Maccabi Rishon Le Zion  | 62 : 59 | SSV Forst Brixen     | 28 : 31  | 34 : 28   |

## Hauptrunde

### Runde 1
|                         | Gesamt   |                         | Hinspiel | Rückspiel |
| ----------------------- | -------- | ----------------------- | -------- | --------- |
| KV Sasja HC             | 48 : 64  | Skjern HB               | 27 : 35  | 21 : 29   |
| BGUFK Minsk             | 49 : 68  | SC Magdeburg            | 23 : 31  | 26 : 37   |
| FCK Håndbold Kopenhagen | 62 : 54  | RK Slovenj Gradec       | 38 : 25  | 24 : 29   |
| RK Trebnje              | 63 : 58  | RK Čakovec              | 31 : 25  | 32 : 33   |
| CAI BM Aragón           | 83 : 53  | ASK Riga                | 50 : 27  | 33 : 26   |
| VŠĮ Panevėžys           | 45 : 56  | KC Budapest             | 24 : 31  | 21 : 25   |
| Steaua Bukarest         | 56 : 66  | Grasshopper Club Zürich | 32 : 33  | 24 : 33   |
| Maccabi Rishon Le Zion  | 47 : 79  | TBV Lemgo               | 25 : 42  | 22 : 37   |
| Paris HB                | 63 : 43  | Haukar Hafnarfjörður    | 34 : 24  | 29 : 19   |
| Bidasoa Irun            | 57 : 54  | ABC Braga               | 30 : 27  | 27 : 27   |
| IK Sävehof              | 61 : 52  | KK Tallinn              | 28 : 20  | 33 : 32   |
| Dunaferr SE             | 58 : 54  | Madeira Andebol SAD     | 31 : 24  | 27 : 30   |
| SG Kronau/Östringen     | 64 : 41  | SPE Nikosia             | 42 : 19  | 22 : 22   |
| Dynamo Astrachan        | 73 : 51  | HC Zubří                | 37 : 22  | 36 : 29   |
| Põlva Serviti           | 60* : 60 | SPR Glogów              | 29 : 24  | 31 : 36   |
| US Dunkerque HB         | 57 : 53  | Tatran Prešov           | 31 : 28  | 26 : 25   |

* Pölva Serviti qualifizierte sich aufgrund der Auswärtstorregel für die nächste Runde.

### Achtelfinale
|                         | Gesamt  |                         | Hinspiel | Rückspiel |
| ----------------------- | ------- | ----------------------- | -------- | --------- |
| SC Magdeburg            | 73 : 64 | SG Kronau/Östringen     | 39 : 26  | 34 : 38   |
| Grasshopper Club Zürich | 67 : 58 | KC Budapest             | 35 : 22  | 32 : 36   |
| CAI BM Aragón           | 58 : 56 | Dunaferr SE             | 33 : 21  | 25 : 35   |
| Põlva Serviti           | 51 : 66 | Bidasoa Irún            | 28 : 28  | 23 : 38   |
| TBV Lemgo               | 61 : 62 | US Dunkerque HB         | 31 :27   | 30 : 35   |
| Dynamo Astrachan        | 54 : 60 | FCK Håndbold Kopenhagen | 26 : 27  | 28 : 33   |
| Skjern HB               | 64 : 58 | IK Sävehof              | 39 : 28  | 25 : 30   |
| Paris HB                | 57 : 50 | RK Trebnje              | 26 : 26  | 31 : 24   |

### Viertelfinale
|                         | Gesamt  |                         | Hinspiel | Rückspiel |
| ----------------------- | ------- | ----------------------- | -------- | --------- |
| SC Magdeburg            | 74 : 62 | FCK Håndbold Kopenhagen | 35 : 27  | 39 : 35   |
| Grasshopper Club Zürich | 58 : 48 | Paris HB                | 32 : 21  | 26 : 27   |
| US Dunkerque HB         | 48 : 55 | Skjern HB               | 23 : 28  | 25 : 27   |
| CAI BM Aragón           | 56 : 49 | Bidasoa Irún            | 31 : 26  | 25 : 23   |

### Halbfinale
|              | Gesamt  |                         | Hinspiel | Rückspiel |
| ------------ | ------- | ----------------------- | -------- | --------- |
| SC Magdeburg | 59 : 50 | Grasshopper Club Zürich | 32 : 24  | 27 : 26   |
| Skjern HB    | 53 : 54 | CAI BM Aragón           | 29 : 25  | 24 : 29   |

## Finale

### SpanienCAI BM Aragón –SC MagdeburgDeutschland30:30 (15:13)
(21. April 2007 in Saragossa, Pabellón Príncipe Felipe, 11.000 Zuschauer)
Die Gastgeber aus Spanien lagen schnell in Führung, Magdeburg ließ sich jedoch über die gesamte Spielzeit nicht abschütteln. Nach der knappen Halbzeitführung Aragóns ging das Spiel hin und her. Aufbauend auf den starken Abati und Bielecki, die beide neun Treffer erzielten, konnte der SC Magdeburg in der Schlussminute ausgleichen.
Aragón: Hernández Bermudes, Lapajne – Cartón Llorente (10), Sorli Lahuerta (5), Sorrentino Sala (3), Cano Abadia (2), Doder (2), Rodríguez Pendes (2), Vatne (2), Álvarez Fernández (1), Arrhenius (1), Ortega Martínez (1), Rivera Folch (1), Zaki
Magdeburg: Bitter, Heinevetter – Abati (9), Bielecki (9), Jurecki (4), Tkaczyk (3), van Olphen (2), Grafenhorst (1), Sprenger (1), Theuerkauf (1), Göthel, Kretzschmar, Kuleschow, Roggisch

### DeutschlandSC Magdeburg– CAI BM AragónSpanien31:28 (11:10)
(29. April 2007 in Magdeburg, Bördelandhalle, 8.000 Zuschauer)
Der Champions-League-Sieger von 2002 feierte den neunten internationalen Titel seiner Vereinsgeschichte. Erst in der dritten Minute eröffnete Kretzschmar mit einem Rückhandwurf den Torreigen, danach spielte jedoch nur noch der spanische Gast. Allein Torhüter Silvio Heinevetter war es zu verdanken, dass Aragón danach nicht noch weiter davonzog. 
Magdeburg: Bitter, Heinevetter – Tkaczyk (6), Abati (5), Bielecki (5), Jurecki (5), Kretzschmar (4), Theuerkauf (3), Sprenger (2), Grafenhorst (1), Göthel, Kuleschow, Roggisch, van Olphen
Aragón: Hernández Bermudes, Lapajne – Doder (7), Cartón Llorente (6), Ortega Martínez (5), Sorli Lahuerta (3), Arrhenius (2), Sorrentino Sala (2), Álvarez Fernández (1), Cano Abadia (1), Rodríguez Pendes (1), Basmalis Gomez, Rivera Folch, Vatne